# Anneau d'Albin Skoda
L'Anneau d'Albin Skoda (Albin-Skoda-Ring) a été institué en 1973 à l'occasion du dixième anniversaire de la mort de l'acteur viennois Albin Skoda (1909-1961).   

## Histoire
Il a été offert par sa veuve, Margarethe Skoda, et est décerné sur proposition d'un jury indépendant « à un orateur particulièrement remarquable parmi les acteurs vivants de l'espace germanophone ». 
Entre 1993 et 2000, aucun prix n'a été attribué. En 2001, il a été décidé que l'anneau serait renouvelé tous les dix ans.

## Lauréats
- 1973 : Will Quadflieg
- 1977 : Paul Hoffmann
- 1983 : Ernst Meister
- 1988 : Franz Morak
- 2001 : Peter Matic
- 2011 : Sven-Eric Bechtolf